# Армия Ирана
Армия Исламской Республики Иран (перс. ارتش جمهوری اسلامی ایران‎ — arteš-e jomhuri-ye eslâmi-ye irân) — регулярные Вооружённые силы Ирана в подчинении Министерства обороны, наряду с Корпусом стражей исламской революции составляет основные военные силы Ирана.
Иранцы называют армию просто Арте́ш либо Аджа (перс. آجا‎, сокращение от arteš-e jomhuri-ye eslâmi — «Армия исламской республики»).
Армия Ирана структурно разделена на четыре вида вооружённых сил:
- Сухопутные войска
- Военно-морские силы
- Военно-воздушные силы
- Силы противовоздушной обороны

## Командование
Командующий Армией Ирана — генерал-майор Амир Хатами.

## Прочее
18 апреля отмечается День армии Ирана.